# Vaucheria
Vaucheria is een geslacht van geelgroene algen (Xanthophyceae).

## Beschrijving
Vaucheria vormt vertakte filamenten met een diameter van 10 tot 200 µm met talrijke plastiden en celkernen. Binnen de draad bevindt zich een grote vacuole (sifonale organisatie van het thallus). Dwarswanden worden alleen gevormd tijdens vermenigvuldiging. In tegenstelling tot groene algen is er geen zetmeelvorming, worden reservekoolhydraten buiten de plastiden opgeslagen in het cytoplasma. De draden zijn vaak verankerd met rizoïden op of in het substraat. De alg wordt soms aangevallen door de raderdiertjes Proales werneckii. De plaag veroorzaakt de vorming van puntige gallen.

## Levenscyclus
In Vaucheria vindt de voortplanting zowel ongeslachtelijk als geslachtelijk plaats. De morfologische generatiewisseling van Vaucheria is een monogenetische cyclus: er is alleen een diploïde generatie. De cytologische kernfasewisseling is haplofasisch: er is alleen een diploïde kernfase.

### Ongeslachtelijke voortplanting
Tijdens de vegetatieve voortplanting vormen zich synzoösporen aan de uiteinden van de draad. Dit zijn bolvormige structuren van 100 µm die zijn opgebouwd uit vele flagellate cellen. De sporen groeien dan uit tot nieuwe draden. Deze vorm van ongeslachtelijke voortplanting is alleen bekend uit Vaucheria.

### Geslachtelijke voortplanting
Tijdens geslachtelijke voortplanting versmelten kleine mannelijke geslachtscellen met grote eicellen. Mannelijke en vrouwelijke geslachtsorganen worden naast elkaar op dezelfde draad gevormd. Omdat de reductiedeling alleen plaatsvindt tijdens gametenvorming (gametische meiose), is Vaucheria een diplont (organisme met een dubbele set chromosomen).

## Verspreiding
Vaucheria leeft in stromend en stilstaand zoet water, op plaatsen die periodiek droogvallen, evenals op vochtige, van water afgelegen locaties zoals bospaden. Ongeveer 30% van de soorten is zoutminnend en komt voornamelijk voor op modderige oppervlakken in het estuariumgebied.

## Soorten
- Vaucheria compacta (Nopjeswier)
- Vaucheria geminata
- Vaucheria litorea
- Vaucheria longicaulis (Lang nopjeswier)
- Vaucheria sessilis
- Vaucheria velutina (Harig nopjeswier)
- Vaucheria vipera (Gekronkeld nopjeswier)